# Liste der Bischöfe von Chioggia
Die folgenden Personen waren Bischöfe von Metamaucum (bis 1110) und Chioggia (Italien):
- Tricidius (620–646/647, Bischof von Padua, floh zeitweise nach Metamaucum)
- Felix I. (...-...) (fl. 876/77,[1] erster namentlich bekannter Bischof von Metamaucum)
- Leon I. (...-...)
- Domenico I. (...-...)
- Pietro (960–1005)
- Leon II. (1005–1046)
- Domenico II. (1046–1060)

- Enrico Grancarolo (1060–1107, letzter Bischof der untergegangenen Stadt; siedelt nach Chioggia über)
- 1122 Stefan I. Badoer
- 1139 Domenico Giullari
- 1151 Felix II.
- 1157 Giovanni Faliero
- 1164 Marino Ruibolo
- 1182 Araldo Bianco
- 1203 Domenico III.
- 1218 Felix III.
- 1235 Domenico Selvo
- 1236 Guidone
- 1257 Matteo
- 1280 Uberto Abate
- 1286 Simon Moro
- 1287 Stefano Besono
- 1288 Percivallo
- 1289 Leonardo
- 1290 Enrico Francescano
- 1302 Robert
- 1314 Ottonello
- 1322 Andrea Dotto
- 1342 Michele
- 1346 Pietro da Cusello
- 1348 Benedikt
- 1353 Leonardo Cagnoli
- 1362 Angelo Canopeo
- 1369 Giovanni da Camino
- 1375 Nicolo Foscarini
- 1387 Silvestro
- 1401 Paolo De’ Joanne
- 1410 Cristoforo Zeno
- 1411 Pietro Schiena
- 1414 Benedetto Manfredi
- 1421 Pasqualino Centoferri
- 1457 Nicolo Dalle Croci
- 1473 Nicolo Inversi
- 1480 Silvestro Daziari
- 1487 Bernardino Venier
- 1535 Giovanni Tagliacozzi
- 1541 Alberto Pascaleo
- 1544 Jacopo Nacchianti
- 1569 Francesco Pisani
- 1572 Girolamo Negri
- 1575 Marco Medici
- 1584 Gabriele Fiamma
- 1585 Massimiano Beniamo
- 1601 Lorenzo Prezzato
- 1610 Raffaele Riva
- 1611 Angelo Baroni
- 1613 Barolomeo Cartolari
- 1615 Pietro Milotti
- 1618 Pasquale Grassi
- 1639 Francesco Grassi
- 1669 Giannantonio Baldi
- 1684 Stefano Rosada
- 1696 Antonio Grassi
- 1716 Giovanni Soffietti
- 1733 Giovanni Maria Benzoni
- 1744 Paolo Francesco Giustiniani
- 1750 Gian Alberto De’ Grandi
- 1752 Vincenzo Bragadin
- 1762 Giannagostino Gradenigo
- 1770 Giovanni Morosini
- 1773 Federico Maria Giovanelli (dann Patriarch von Venedig)
- 1776 Giovanni Benedetto Maria Civran
- 1795 Stefano Domenico Sceriman
- 1807 Giuseppe Maria Peruzzi
- 1818 Giuseppe Manfrin Provedi
- 1830 Antonio Savorin
- 1842 Jacopo De’ Foretti
- 1871 Domenico Agostini (dann Patriarch von Venedig)
- 1877 Sigismondo Brandolini Rota
- 1877 Lodovico Marangoni OFMConv
- 1908 Antonio Bassani
- 1920 Domenico Maria Mezzadri
- 1938 Giacinto Giovanni Ambrosi OFMCap
- 1952 Giovanni Battista Piasentini
- 1976 Sennen Corrà
- 1990 Alfredo Magarotto
- 1997 Angelo Daniel
- 2009 Adriano Tessarollo
- 2021 Giampaolo Dianin